# WGC–Accenture Match Play Championship
WGC–Accenture Match Play Championship er en række golfturneringer skabt af de internationale professionelle golforganisationer for at styrke golfspillet og sikre udviklingen af golfturneringer med deltagelse af verdens bedste spillere.
WGC sanktioneres af de 6 store forbund:
- Asian Tour
- PGA Europa Tour
- Japan Golf Tour
- PGA Tour (USA)
- PGA Tour of Australasia
- Southern Africa Tour også kendt som Sunshine Tour

Hver turnering har sit eget format og kvalifikationskrav, men deltagerne er som regel blandt de 70 bedste i verden.
Der spilles fra 2010 4 turneringer under WGC:
- Accenture Match Play; hulspilsturnering de 64 bedste i verden er kvalificeret.
- CA Champiosnship; slagspilturnering over 4 runder – ikke noget cut.
- Bridgestone Invitational; slagspilsturnering over 4 runder – ikke noget cut.
- HSBC Champions; slagspilsturnering over 4 runder – ikke noget cut.

Til og med 2006 har man også afviklet WGC World Cup for to-mandshold. Denne turnering spilles ikke mere, da flere at de kvalificerede topspillere meldte fra.

## Finaler
| År                                              | Vindere          | Finalister     | Res.     |
| ----------------------------------------------- | ---------------- | -------------- | -------- |
| 2010                                            | Ian Poulter      | Paul Casey     | 4 & 2    |
| 2009                                            | Geoff Ogilvy (2) | Paul Casey     | 4 & 3    |
| 2008                                            | Tiger Woods (3)  | Stewart Cink   | 8 & 7    |
| 2007                                            | Henrik Stenson   | Geoff Ogilvy   | 2 & 1    |
| 2006                                            | Geoff Ogilvy     | Davis Love III | 3 & 2    |
| 2005                                            | David Toms       | Chris DiMarco  | 6 & 5    |
| 2004                                            | Tiger Woods (2)  | Davis Love III | 3 & 2    |
| 2003                                            | Tiger Woods      | David Toms     | 2 & 1    |
| 2002                                            | Kevin Sutherland | Scott McCarron | 1 up     |
| 2001                                            | Steve Stricker   | Pierre Fulke   | 2 & 1    |
| WGC-Andersen Consulting Match Play Championship |                  |                |          |
| 2000                                            | Darren Clarke    | Tiger Woods    | 4 & 3    |
| 1999                                            | Jeff Maggert     | Andrew Magee   | 38 holes |

30°20′35″N 97°47′49″V / 30.343°N 97.797°V